# Дом-музей Коста Хетагурова
Дом-музей Коста́ Хетагурова, иное наименование — Усадьба Михайловых, в реестре памятников культурного наследия — «Дом, где в 1901—1902 гг. жил основоположник осетинской литературы Коста Леванович Хетагуров» — памятник архитектуры во Владикавказе, Северная Осетия. Объект культурного наследия России регионального значения. Здание связано с жизнью осетинского поэта Коста Левановича Хетагурова. В настоящее время в нём находится Дом-музей, посвящённый поэту. Филиал Национального музея Республики Северная Осетия — Алания.
Дом расположен в исторической части Владикаказа в плотной городской застройке на пересечении улиц Бутырина, дом 19 и Ботоева, дом 4. Ближайшие объекты культурного наследия по улице Бутырина — памятник архитектуры (дом № 17/21) и «Дом, в котором в 1906 г. находилась подпольная типография Терско-Дагестанского комитета РСДРП» (дом 21/ Тамаева, дом 1) и по Музейному переулку (в прошлом — улица Ботоева) — Музей осетинской литературы имени Коста Хетагурова, дом 3 и Дом кино (бывшее Константиновское училище), дом 5.
Двухэтажный кирпичный дом построен в 1864 году. Сооружён по правилам усадебного строительства второй половины XIX века. Архитектурный стиль — эклектика с элементами классицизма. С 1880-х годов принадлежал строителю и подрядчику Владикавказской железной дороги Дмитрию Фёдоровичу Михайлову, по имени которого дом стал называться «Усадьбой Михайловых». Первый этаж сдавался собственником под жилые квартиры, на втором этаже проживали владельцы. В 1901—1902 годах в этом доме после возвращения из ссылки в Херсоне снимал квартиру поэт Коста Хетагуров до своего переезда в 1903 году в отцовский дом в селе Георгиевско-Осетинское на территории современной Карачаевско-Черкесской республики, где он скончался в 1906 году. В это же время он стал строить собственный дом на Вревской улице.
В 1923 году дом был национализирован. Потомки Дмитрия Михайлова оставались проживать в этом доме на правах одних из квартиросъёмщиков.
В 1957 году на южном фасаде по улице Бутырина над первым окном была установлена мемориальная доска из белого мрамора с барельефом и в 1979 году — вторая мемориальная бронзовая доска с барельефным портретом слева от входной двери (автор: скульптор Михаил Дзбоев).
Музей
Количество экспонатов в музее — 133 единицы. Общая площадь музея составляет 300 квадратных метров, в том числе — 225 квадратных метров экспозиции.
Музей открылся 12 октября 1979 года во время празднования 120-летия поэта. Интерьер максимально воссоздаёт обстановку начала XX века. В музее 8 залов, каждый из которых посвящён определённому этапу жизни поэта. В музее представлены аутентичные личные вещи поэта: серебряный кинжал с автографом на тыльной стороне, пояс с позолотой и чернью, деревянный посох, альбом для рисования в бархатной обложке, табачница.
Также представлены первое издание 1899 года поэтического сборника «Ирон фандыр» на осетинском языке, сборник стихов на русском языке 1895 года с авторскими ремарками, личные вещи его родственников и друзей: серебряная пороховница отца поэта, походная металлическая чернильница, трость, сундук и коврик родстенника Н. П. Хетагурова, фортепиано, овальный деревянный столик и фотоальбом из дома священника, друга и соратника А. И. Цаликова, двухтумбовый письменный стол ответственного редактора и издателя сборника стихов «Ирон фандыр» Гаппо Баева, фотоаппарат из мастерской фотографа и близкого друга Садуллы Джанаева.